# Villa O'Higgins (Aysén)

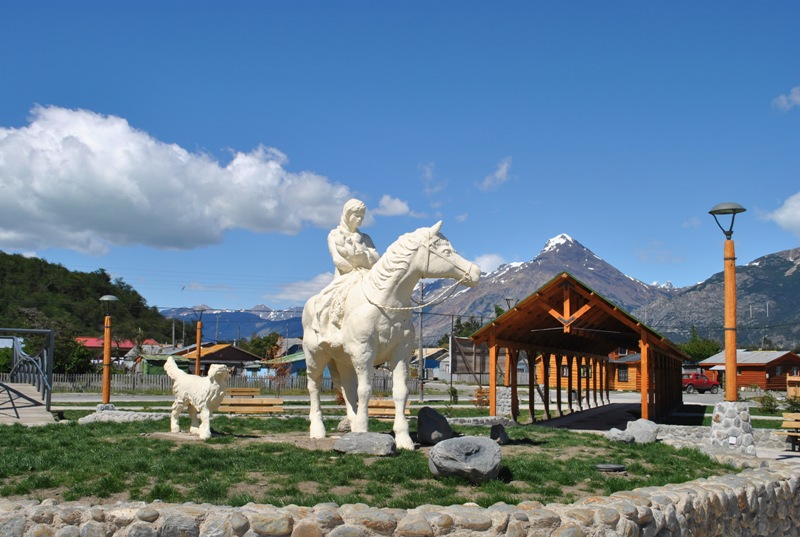
Monumento La Pionera, en Plaza de Villa O'Higgins

Villa O'Higgins es un pueblo de unos 625 habitantes, ubicado en la Región de Aysén, Chile, en la desembocadura del río Mayer al lago O’Higgins, junto a la frontera con Argentina. Es la capital de la comuna de O'Higgins, que se extiende desde el nacimiento del río Bravo por el norte hasta el monte Fitz Roy y volcán Lautaro por el Sur
La Villa marca el extremo sur de la Carretera Austral chilena, a una distancia de 1.240 km de Puerto Montt, 2.034 km de Santiago de Chile, 575 km de Coyhaique y 220 km de Cochrane, siempre en dirección al sur.
Villa O'Higgins cuenta con los servicios básicos para el desarrollo de la población y sus visitantes. Sus principales instituciones públicas son la Municipalidad de O'Higgins, Posta de Salud, Escuela «Pioneros del Sur», Jardín Infantil «Hielito Azul», Biblioteca Pública, Bomberos, Carabineros, Ejército de Chile y Armada.
La economía local se basa en la ganadería, la silvicultura y el turismo, con servicios de alojamiento, alimentación, transporte y servicios de excursiones de navegación, pesca, cabalgatas y senderismo que se realizan en los diversos atractivos naturales situados en su entorno.
El comercio es variado con pequeños supermercados, artesanía, además de existe una estación de venta de combustibles. En comunicaciones, cuenta con correo, telefonía fija y móvil (entel), internet, dos radioemisoras FM y cuatro canales de televisión abierta nacional.

## Historia

### Primeras exploraciones y asentamientos en la zona
El primer registro de exploraciones en la zona es del año 1877 y corresponde al descubrimiento del lago San Martín-O'Higgins por Francisco Pascasio Moreno, en su avance por la pampa trasandina hacia los Andes Patagónicos. En 1899, el desagüe de este lago fue explorado por Hans Steffen, quien realizaba estudios limítrofes para Chile.
En 1902 un árbitro británico dividió el lago entre Chile y Argentina en partes iguales.
Los primeros asentamientos en la zona datan de 1914 a 1919, cuando llegaron los primeros colonos chilenos y europeos al lago O'Higgins y río Mayer.
El lago fue llamado O'Higgins en su lado chileno solo a partir de 1956, después del arribo de dos aviones de la FACH a Ventisquero Chico. Los aviones aterrizaron en una pista habilitada por las familias de Candelario Mancilla y Vicente Ovando.

### Fundación de Villa O'Higgins

Fundación de Villa O'Higgins, 11 de octubre de 1966

Luego del incidente fronterizo de Laguna del Desierto, que terminó con la muerte del teniente de Carabineros Hernán Merino Correa, el Estado chileno y la fuerte resolución del Presidente Eduardo Frei Montalva, se decidió reforzar la soberanía en la zona. Ese mismo año, los pobladores de la desembocadura del río Mayer se propusieron habilitar una pista de aterrizaje para recibir apoyo de aeronaves desde los principales centros poblados chilenos de la Patagonia. En terrenos del poblador Pedro Rivera se iniciaron las obras que llegaron a buen fin a fines del invierno de 1966. El Capitán de Carabineros Eduardo Torres Torres fue encargado por el gobierno para la realización del plano del actual poblado quien vivió allí junto a su mujer Patricia Figueroa. En el acta de fundación de la villa creada en octubre de 1966 están estampados los nombres y firmas de Eduardo Torres y de Eduardo Frei Montalva, además de las de los pobladores de ese entonces. Los restos del entonces Capitán Eduardo Torres están sepultados en los jardines de la Tenencia de Villa O'Higgins, a petición expresa de él.
Así, el 20 de septiembre de 1966 se acuerda la fundación de la Villa, pero debido a inclemencias meteorológicas, el acto se realizará semanas más tardes, cuando diversas autoridades de Aysén y Magallanes arriban a la desembocadura del río Mayer el 11 de octubre de 1966, fundándose Villa O'Higgins para apoyar el impulso colonizador chileno.
El nombre recuerda al Padre de la Patria de Chile, Bernardo O'Higgins. En los años posteriores el poblado se consolida. Se entregan títulos de dominio a los colonos, se crea una escuela primaria, una posta de salud, se construye un gimnasio y se subsidia la construcción de viviendas de los pobladores.

### Hechos recientes
En 1980, se crea la comuna de O'Higgins, que permite el funcionamiento de la municipalidad local para apoyar el desarrollo de la zona y canalizar las necesidades de la escasa población.
En el año 1992 se comenzó la construcción de la Carretera Austral desde Puerto Yungay hasta la Villa. Después de 7 años de trabajo de abrir camino, se inaugura el acceso a la localidad, lo que ha permitido el mejoramiento de infraestructura y desarrollo de servicios en la zona.

## Geografía

### Hidrografía

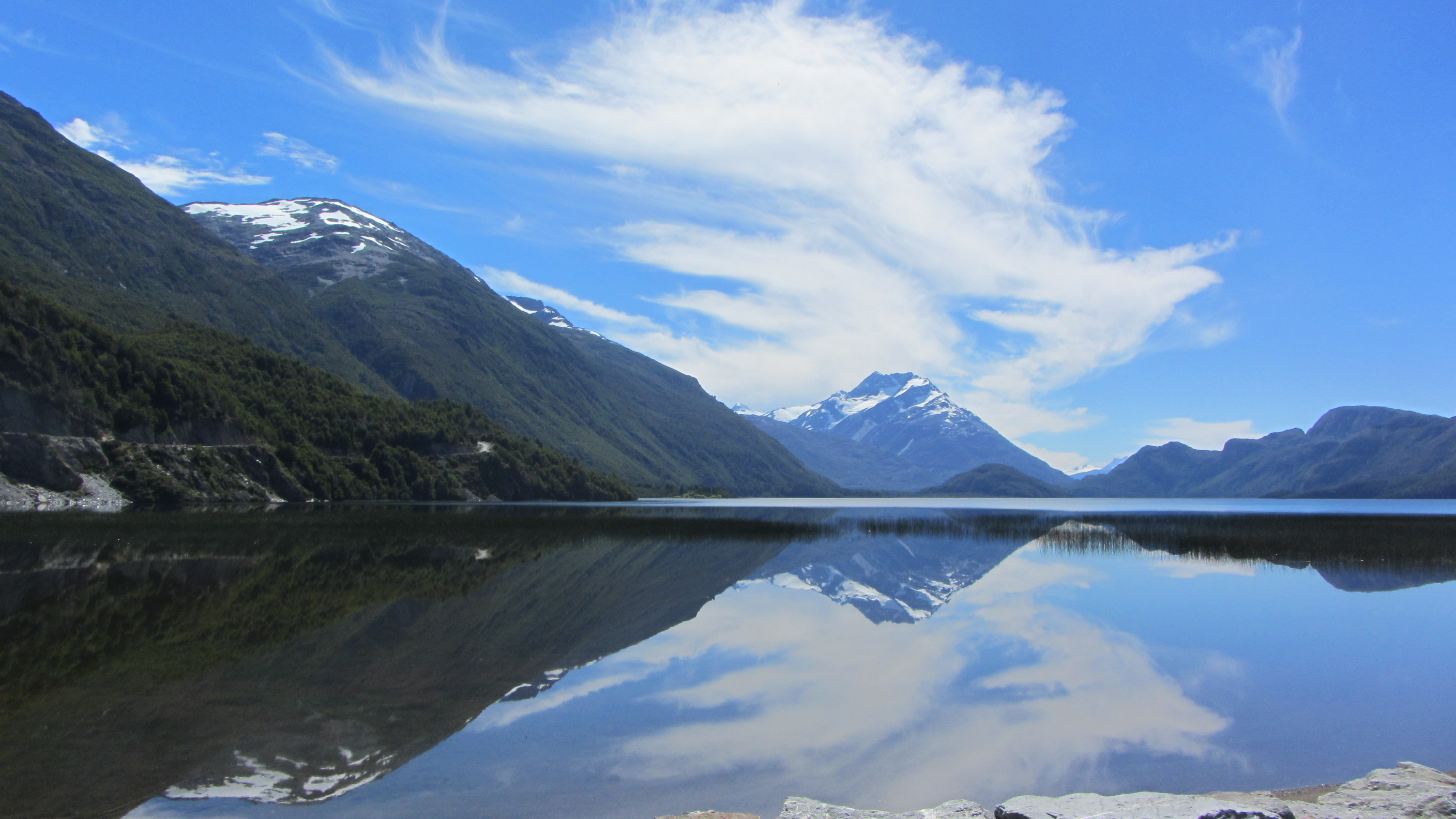
Lago Cisnes

Villa O'Higgins constituye el centro geográfico de la cuenca hidrográfica del río Pascua, que drena el gran lago O'Higgins-San Martín hacia el Océano Pacífico. la cuenca cubre aproximadamente 14 000 km² y ocupa desde una porción importante de Campo de Hielo Sur al Oeste, hasta cerros y mesetas pre-cordilleranas cada vez más esteparias hacia el Este.
El Lago O'Higgins/San Martín es el más aislado y singular de los grandes lagos patagónicos. Tiene una superficie de 1049 km² y una profundidad máxima de 836 metros, registro que le convierte en el lago más profundo de América y el quinto más hondo del mundo.Es un lago de orillas encajonadas, rodeado de montañas y articulado en ocho brazos comunicados entre sí. Desde 1902 el lago está separado en dos partes iguales por Chile y Argentina.
En este ambiente montañoso, los ríos y lagos están dispersos por todo el territorio en distintas formas, tamaños y colores. En lagos de aguas azules lechosas flotan los témpanos caídos de los glaciares y empujados en forma caprichosa por las tempestades, mientras que en ríos y lagos de aguas transparentes, habitan truchas y percas.
Los ríos más importantes de la zona son el Pascua y el Mayer. El primero desagua el lago O’Higgins y es el segundo río más caudaloso de aquellos que en Chile drenan hacia el Océano Pacífico (700 m3/s). El río Mayer es el principal tributario del lago O’Higgins y en su desembocadura se localiza Villa O’Higgins. El río Bravo se localiza al norte de la zona de O’Higgins, nace en la vertiente sur del Cordón Montañoso del Cerro San Lorenzo y tiene su desembocadura en el Fiordo Mitchell, constituyendo una cuenca hidrográfica independiente.

### Campo de Hielo Sur

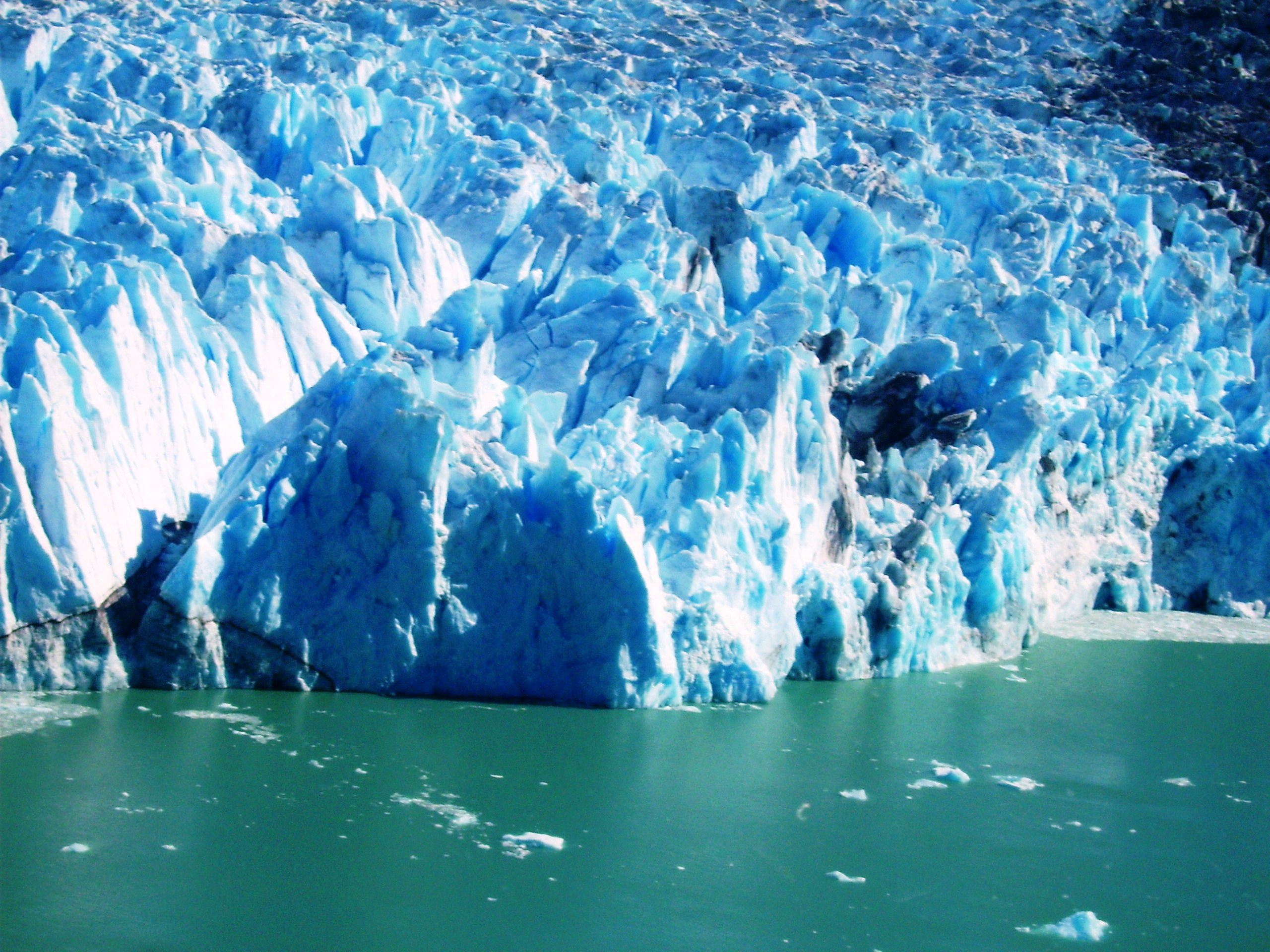
Glaciar O'Higgins

Desde Villa O'Higgins es posible acceder a la sección septentrional de Campo de Hielo Patagónico Sur, la cuarta masa englaciada más grande del planeta.
Los glaciares más importantes en la zona son el O'Higgins, el Chico, Bravo, Mellizo Sur, Oriental y Quiroz, los cuales se pueden acceder desde el lago O'Higgins. Todo este territorio se encuentran protegido por el parque nacional Bernardo O'Higgins, el parque nacional más grande de Chile y décimo a nivel mundial.

### Relieve
El Volcán Lautaro, con 3380 m s. n. m., en el corazón del Hielo Patagónico Sur, es la montaña más alta de la cuenca del O’Higgins/San Martín. El cerro Mellizo Sur, con 3067 m s. n. m., destaca por el imponente desnivel que establece con el nivel medio del lago O’Higgins (250 m s. n. m.) y ha sido protagonista de misterios y confusiones. Solo registra un ascenso en 1965.
Otras montañas altas lo rodean y se reflejan en alguno de los ocho brazos del gran lago O’Higgins: Krügger (3000 m s. n. m.) y Alesna (2480 m s. n. m.), ubicados en el brazo poniente del lago, Cerro O’Higgins (2910 m s. n. m.) y el mítico cerro Fitz Roy, al cual se accede por la ruta del Glaciar Chico, en el extremo sur del territorio, o a través de laguna del Desierto, en territorio argentino.

### Fauna
En la zona cercana a la Villa, es posible encontrar abundante fauna nativa, principalmente el huemul, que es posible encontrarlo a orillas de la Carretera Austral. También se encuentran pumas, zorros, aves y siete especies de anfibios las cuales son monitoreadas por grupos de ciencia local.

### Vegetación
La zona de Villa O'Higgins está dominada por bosques de nothofagus, siendo la lenga, el coigüe y el ñire las especies más comunes. También es posible encontrar unidades ecosistémicas de humedales, conocidos regionalmente como "mallines", y praderas altoandinas.

## Áreas protegidas
En la zona de Villa O'Higgins existen varias áreas protegidas que poseen una importante representación ecosistemas del patrimonio natural andino patagónico.
- Parque Nacional Bernardo O'Higgins. Situado al poniente del lago O'Higgins, esta unidad representa ambientes englaciados de campo de Hielo Sur y márgenes periglaciares de reciente retiró de hielos que representa un laboratorio natural de excepcionales condiciones para el monitoreo del cambio climático global. Se accede vía lacustre desde Villa O'Higgins y terrestre desde Candelario Mancilla.
- "Parque Glaciar Mosco - Bien Nacional Protegido" @pgmosco. Situado al oriente de Villa O'Higgins esta unidad contiene una representación ecosistémica de los cordones subandinos de los Andes Patagónicos. Es hábitat preferido de huemules y especies de anfibios. Sus valles están coronados por varios glaciares. Se accede desde Villa O'Higgins y existe una red de senderos para recorrerlo siendo la ruta patrimonial Río Mosco la principal.
- Bien Nacional Protegido de Río Azul. Situado al norte de Villa o'Higgins, esta unidad vecina al BNP Río Mosco constituye una representación de praderas altoandinas con hábitan de fauna nativa como huemules y aves. Se accede desde sector Río Mayer.
- Bien Nacional Protegido Santa Lucía. Situado Oeste del Brazo Poniente del Lago O'Higgins, esta unidad representa ecosistemas periglaciares de gran valor patrimonial, además de constituir un refugio de especies en peligro de extinción como el huemul. Se accede vía lacustre desde Villa O'Higgins.

## Economía

### Turismo

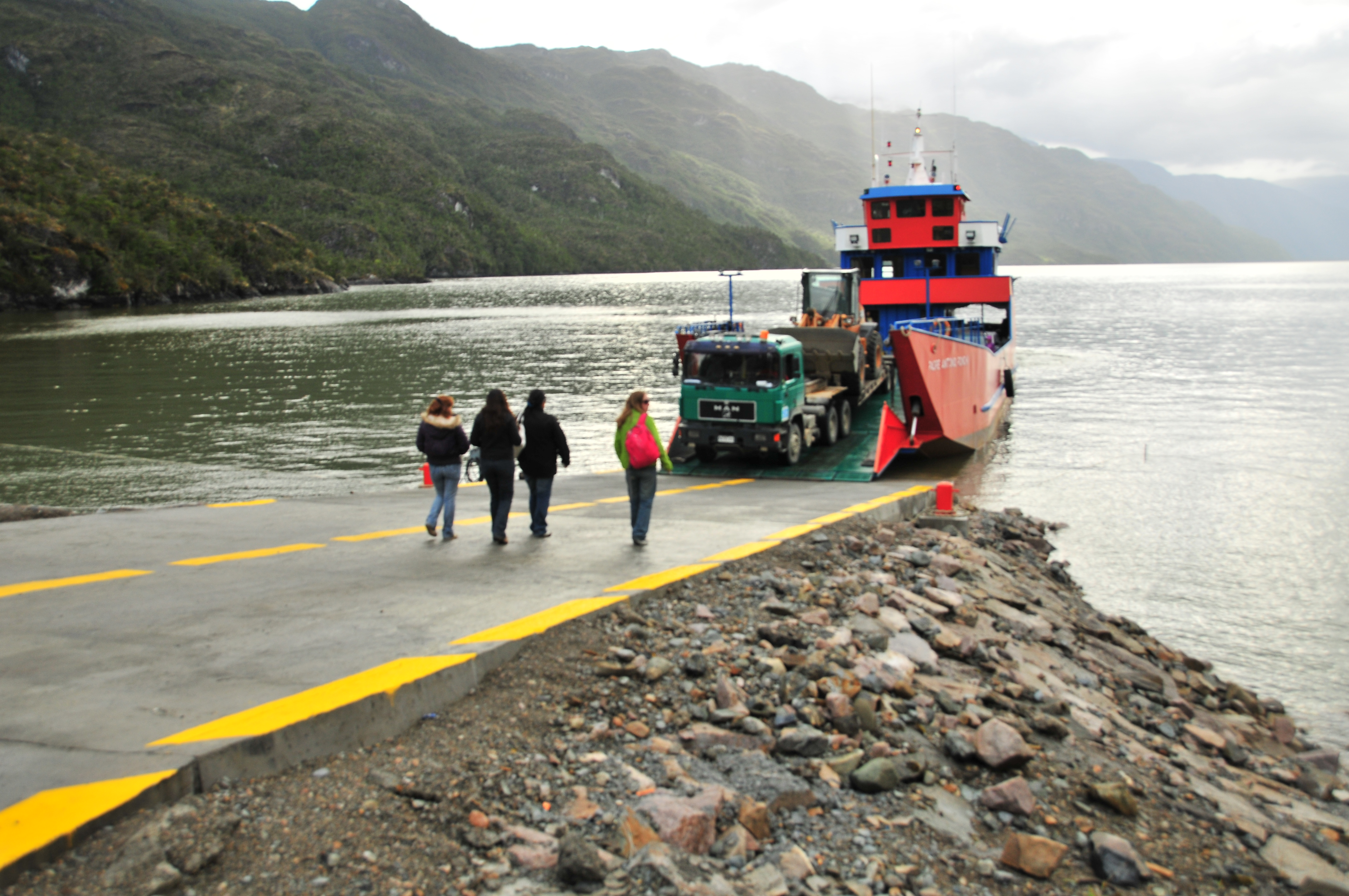
Rumbo a Villa O'Higgins, el final de la Ruta Austral. Foto del sector de Río Bravo en Aysén

Villa O'Higgins es una fantástica base para emprender diversas actividades turísticas en su entorno natural, como senderismo, pesca deportiva, cabalgatas, expediciones, fotografía, observación de vegetación, animales y aves. 
Los principales atractivos son sus montañas y glaciares las cuales son surcadas por múltiples senderos que recorren la generosa geografía de ríos, lagos y bosques patagónicos.
La oferta de servicios en el pueblo es variada y en crecimiento, aunque todavía no puede decirse que la villa tenga todo lo que un viajero exigente pueda demandar. No existen grandes centros turísticos, pero para alojarse existen hosterías, cabañas equipadas y varios hospedajes familiares con muy buena atención. Para comer, además de los propios hospedajes existen restaurantes.
Más que una falencia del pueblo, el viajero reconoce en esta experiencia de su paso por Villa O'Higgins el valor de lo humano y de lo simple que puede ser la vida, algo perdido en las localidades urbanas de la Patagonia. "Esto me recuerda Bariloche de hace 50 años. Es único" comentaba un viajero alemán de paso por la Villa.
Otra de las características de Villa O'Higgins en verano es su ambiente marcadamente cosmopolita debido a que poco a poco se ha ido consolidando el paso fronterizo con El Chaltén, fantástica ruta de viajeros y aventureros que une la carretera Austral con la Ruta 40 argentina. En lugares públicos, hostales y restaurantes es posible encontrar un crisol de nacionalidades.

### Ganadería
La zona es de tradición ganadera, pero en pequeña escala. Destaca su producción de vacunos y lanares, los cuales se destinan al mercado local y regional. Este rubro es la base del poblamiento en alrededores de Villa O'Higgins siendo las principales áreas el valle del río Mayer y márgenes del lago O'Higgins.

### Construcción
Villa O'Higgins es un poblado en construcción. Luego de la apertura de la Carretera Austral en 1999 ha permitido el desarrollo de nuevas construcciones y la renovación del esfuerzo pionero y colonizador. La villa, por iniciativa de sus habitantes, busca un estilo arquitectónico basado en la madera, lo cual ha llevado a generar una importante fuente de empleo y desarrollo local.

## Medios de comunicación

### Radioemisoras

#### FM
- 96.1 MHz - Radio Bernardo O'Higgins
- 107.1 MHz - Radio Rio Pascua

### Televisión

#### TDT
Canales de televisión en señal abierta digital (TVD) con dial definitiva, aunque sin iniciar las transmisiones en el sector, las cuales son:
- 7.1 - TVN
- 7.2 - NTV
- 7.31 - TVN One Seg
- 11.1 - Chilevisión HD
- 11.2 - UChile TV
- 11.31 - Chilevisión One Seg
- 13.1 - Canal 13 HD
- 13.2 - T13 En Vivo
- 13.31 - Canal 13 One Seg

También se encuentra asignada esta señal, pero sin embargo, es posible que el canal pueda renunciar su concesión de televisión como lo que ha ocurrido en otras ciudades del país 
- 9.1 - Mega
- 9.2 - Mega 2
- 9.31 - Mega One Seg